# Storkittel
Storkittel är en sjö i Storumans kommun i Lappland och ingår i Umeälvens huvudavrinningsområde. Storkittel ligger i Vindelfjällen Natura 2000-område.